# Grupo Malargüe

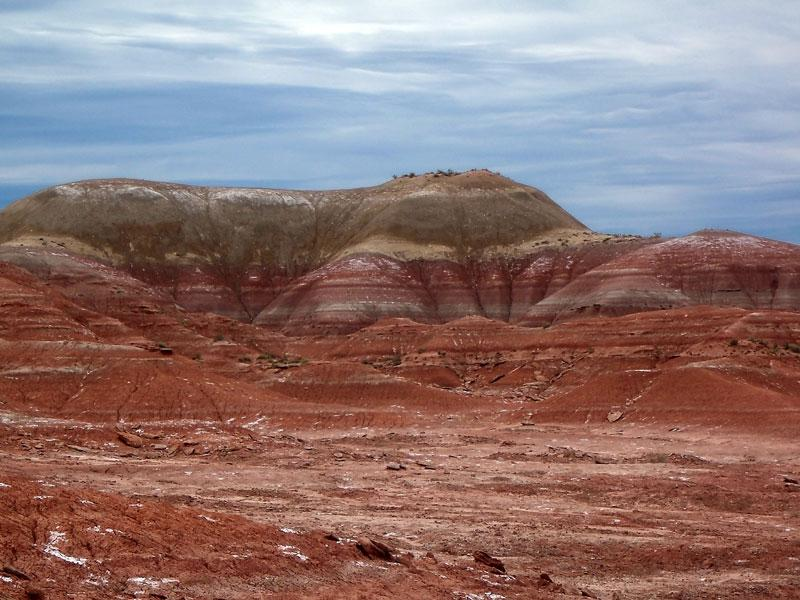
Grupo Malargüe.

El Grupo Malargüe es un conjunto de formaciones geológicas pertenecientes a la Cuenca Neuquina, que se encuentra ubicado en la Argentina. Las rocas del Grupo Malargüe incluye sedimentitas marinas y continentales que alcanzan un espesor total de más de 400 metros.

## Antigüedad y estratigrafía
En términos de antigüedad, el Grupo Malargüe se ubica entre el Campaniense (Cretácico superior) y el Daniense (Período Paleógeno) y abarca casi 20 millones de años. Incluye diversas formaciones a saber: Formación Loncoche-Allen, Formación Jagüel, Formación Roca y Formación Pircala-El Carrizo.
La unidad fue reconocida por primera vez por Gerth en 1925, en el portezuelo de Loncoche, en el sur de Mendoza bajo la denominación de “Estratos de Malargüe”. Allí este autor describió una sucesión sedimentaria conformada por tres unidades, la primera límnica en la base y de marismas hacia el techo, la segunda netamente marina y la tercera con tobas y conglomerados de origen continental, que se corresponden con las actuales formaciones Loncoche, Roca y Pircala.
El Grupo Malargüe representa la serie superior del ciclo sedimentario Riográndico, denominado originalmente como Malalhueyano (marino-continental) y formalizado posteriormente como Grupo Malargüe.

## Distribución areal
El Grupo Malargüe presenta muy buenas exposiciones en el borde oriental del Bajo de Añelo (sector Lomas Coloradas-Sierra Blanca). Los afloramientos siguen hacia el sur y este en las escarpas por debajo de los niveles de la terraza de los ríos Neuquén y Negro, en la periferia del lago Pellegrini, y continúan hacia el sureste del lago en las bardas que flaquean al río Negro al norte de las localidades de Allen, Fernández Oro y General Roca.

## Formaciones del Grupo Malargüe
- Grupo Malargüe (Campaniense a Daniense)
  - Formación Loncoche-Allen
  - Formación Jagüel
  - Formación Roca
  - Formación Pircala-El Carrizo